# Christiane Krajewski
Christiane Krajewski (* 4. Februar 1949 in Wuppertal) ist eine ehemalige deutsche Politikerin (SPD). Von 1990 bis 1999 amtierte sie als Ministerin im Saarland und von 2001 bis 2002 als Senatorin in Berlin.

## Leben und Beruf
Von 1967 bis 1973 studierte Christiane Krajewski Volkswirtschaftslehre in Saarbrücken und München. Das Studium schloss sie mit dem akademischen Grad „Diplom-Volkswirtin“ ab. Anschließend nahm sie eine Tätigkeit als wissenschaftliche Mitarbeiterin beim Amt für Stadtentwicklung der Stadt Saarbrücken auf. Von 1977 bis 1986 war sie Leiterin des Jugendamtes der saarländischen Landeshauptstadt und ab 1986 Beigeordnete für Umwelt und Gesundheit der Stadt Saarbrücken.

## Politik
Nach der Landtagswahl im Saarland am 28. Januar 1990 wurde Krajewski am 21. Februar 1990 von Ministerpräsident Oskar Lafontaine zur Ministerin für Gesundheit und Soziales ernannt. Nach der Eingliederung des Ministeriums für Arbeit und Frauen in ihr Ressort amtierte Krajewski ab dem 18. Februar 1991 als Ministerin für Frauen, Arbeit, Gesundheit und Soziales. In der folgenden Landesregierung wechselte sie am 23. November 1994 in das Ministerium für Wirtschaft und Finanzen und blieb auch im Kabinett des neuen Regierungschefs Reinhard Klimmt ab dem 10. November 1998 in diesem Amt. Nachdem die SPD bei der Landtagswahl am 5. September 1999 nach mehr als 14 Jahren ihre Mehrheit verlor, schied Krajewski am 29. September 1999 aus der saarländischen Landesregierung aus. Während ihrer Amtszeit als Ministerin hatte sie unter anderem den Vorsitz im Aufsichtsrat bei der Saarländischen Investitionskreditbank und der Tourismuszentrale Saar inne.
Von 1994 bis 1999 fungierte Krajewski zudem als stellvertretende Ministerpräsidentin. Da Oskar Lafontaine am 27. Oktober 1998 mit sofortiger Wirkung seinen Rücktritt als Ministerpräsident erklärte, um als Bundesminister der Finanzen in die Bundesregierung einzutreten, nahm Krajewski bis zur Wahl Reinhard Klimmts als Nachfolger am 10. November 1998 die Amtsgeschäfte des Ministerpräsidenten des Saarlandes geschäftsführend wahr.
Nach dem Ausscheiden aus dem Ministeramt übte Christiane Krajewski eine freiberufliche Beratertätigkeit aus, bis sie dem Ruf der Berliner SPD folgte und auf Vorschlag des Regierenden Bürgermeisters Klaus Wowereit am 16. Juni 2001 vom Abgeordnetenhaus von Berlin zur Senatorin für Finanzen gewählt wurde. Als Mitglied der rot-grünen Übergangsregierung amtierte sie bis zum 17. Januar 2002.
In ihrer Eigenschaft als Regierungsmitglied im Saarland und in Berlin gehörte Krajewski auch dem Bundesrat an: Für das Saarland vom 21. Februar 1990 bis zum 19. Februar 1991 als stellvertretendes Mitglied, daraufhin bis zum 29. September 1999 als ordentliches Mitglied; als ordentliches Mitglied für Berlin vom 19. Juni 2001 bis zum 17. Januar 2002. Vom 4. Juli 1991 bis zum 16. Dezember 1994 hatte sie den Vorsitz des Gesundheitsausschusses des Bundesrates inne.

## Sonstiges
Ab 2003 war Krajewski Partnerin der Investmentbank Leonardo & Co in Frankfurt am Main. Am 15. November 2014 wurde sie als Nachfolgerin von Gernot Mittler zur ehrenamtlichen Präsidentin von Special Olympics Deutschland erstmals und 2017 und 2021 erneut gewählt. Zuvor hatte sie im Bundestagswahlkampf 2013 nochmals die politische Bühne betreten, indem sie sich als für den Bereich „Wirtschaft“ zuständiges Mitglied des „Kompetenzteams“ des SPD-Kanzlerkandidaten Peer Steinbrück zur Verfügung stellte.